# Campionato africano maschile di pallavolo 2013
Il campionato africano maschile di pallavolo 2013 si è svolto dal 22 al 27 settembre 2013 a Susa, in Tunisia. Al torneo hanno partecipato 6 squadre nazionali africane e la vittoria finale è andata per la settima volta, la quinta consecutiva, all'Egitto.

## Regolamento
Le sei squadre partecipanti hanno disputato un girone all'italiana.

## Podio

### Campione
Formazione: 1 Saleh Youssef, 2 Abdalla Bekhit, 4 Ahmed Abedlhay, 5 Ahmed Abdelatif, 6 Ahmed Abdelaal, 7 Ashref Abouelhassan, 9 Rashad Atia, 10 Ahmed Abdelaal, 11 Ahmed Afifi, 13 Mohamed Badawy, 15 Ahmed Elkotb, 20 Abdelhalim Fahim, CT: Antonio Giacobbe

### Secondo posto
Formazione: 1 Saddem Hmissi, 2 Ahmed Kadhi, 3 Marouane Mrabet, 4 Marouen Garci, 5 Samir Sellami, 7 Ilyès Karamosli, 10 Hamza Nagga, 11 Ismaïl Moalla, 12 Anouer Taouerghi, 13 Noureddine Hfaiedh, 14 Bilel Ben Hassine, 19 Mohamed Ayech, CT: Mkaouer Fathi

### Terzo posto
Formazione: 1 Hannas Achtbi, 2 Hicham Faiazid, 3 Ahmed El Alaoui, 4 Naoufal Maskali, 6 Youssef Oughlef, 7 Ibrahim Ezzarguy, 11 Achraf Bsili, 12 Taoufiq Elasri, 13 Kamel Ouali, 14 Sidi M'Hamed Lebdar, 16 Amine Zayani, 18 Zouheir El Graoui, CT: Mohammed Abdellaoui

## Classifica finale
| Classifica | Squadre |
| ---------- | ------- |
|            | Egitto  |
|            | Tunisia |
|            | Marocco |
| 4          | Camerun |
| 5          | Algeria |
| 6          | Libia   |